# Suc de Montfol
Le suc de Montfol est un sommet situé sur le plateau ardéchois non loin du mont Mézenc (plus haut sommet d'Ardèche avec ses 1 753 mètres). Le suc de Montfol a une altitude de 1 594.

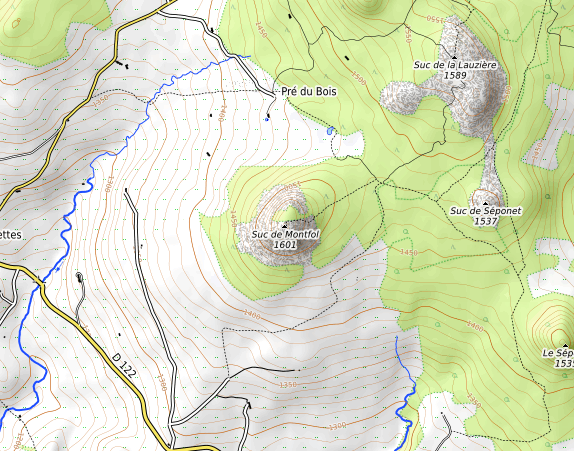
Carte topographique.